# Porongurup
Porongurup is een plaats in de regio Great Southern in West-Australië, bekend voor het nationaal park Porongurup.
Het Porongurupgebergte is een van de oudste gebergten in de wereld en ontstond voor het Precambrium, toen Antarctica en Australië tegen elkaar botsten - waarna beide continenten in het Paleoceen weer scheidden. De naam is Nyungah van oorsprong, afgeleid van 'Purrengorep' en betekent "ontmoetingsplaats nabij het water". Vijfenvijftig miljoen jaar geleden was het gebergte een eiland. Het Stirlinggebergte vormde toen de Australische zuidkust.
Voor de Europese kolonisatie leefden duizenden jaar lang Aborigines in de streek. In 1802 werd het gebergte voor het eerst door Europeanen waargenomen, vanaf het latere Albany. In 1859 vestigden zich de eerst landbouwers zich op de zuidkant van het gebergte. In de jaren 1880 werden de eerste karri- en jarrahbomen er geveld voor het hout. Vanaf 1925 werden de toelatingen om in de streek bomen te vellen en hout te produceren ingetrokken. Er werd een nationaal park ontwikkeld.
In februari 2007 ontstond een brand op een private eigendom. Verscheidene eigendommen en bijna 90 % van het nationaal park vatten vuur.
Porongurup ligt aan de 'Porongurup Road', net boven het nationaal park Porongurup, 385 kilometer ten zuidzuidoosten van de West-Australische hoofdstad Perth, 50 kilometer ten noorden van Albany en 22 kilometer ten oosten van het aan de Albany Highway gelegen Mount Barker. Het maakt deel uit van het lokale bestuursgebied (LGA) Shire of Plantagenet waarvan Mount Barker de hoofdplaats is.
In 2021 telde Porongurup 342 inwoners, tegen 370 in 2006.